# Arca (Pontevedra)
Arca es una parroquia en el sur del término municipal de La Estrada, en la provincia de Pontevedra, comunidad autónoma de Galicia, España. Cuenta con una población de 145 habitantes (INE, 2022).

## Límites
Limita con las parroquias de Souto, Nigoy y Somoza.

## Población
En 1842 tenía una población de hecho de 218 personas. En los veinte años que van de 1986 a 2006 la población pasó de 597 a 462 personas, lo cual significó una pérdida del 34,65%.[cita requerida]